# P2P 웹 호스팅
P2P 웹 호스팅 또는 피어 투 피어 웹 호스팅(Peer-to-peer web hosting)은 P2P 네트워크를 사용하여 웹 페이지에 대한 접근을 분산하는 것이다. 이것은 전용 웹 서버와 사용자 단말 클라이언트 컴퓨터 간의 웹 데이터 분배를 포함하는 클라이언트 서버 모델과는 차별화된다. P2P 웹 호스팅은 P2P 웹 캐시 및 콘텐츠 전송 네트워크의 형태로도 사용될 수 있다.

## 비교
P2P 웹 호스팅은 클라이언트와 서버를 구분하지 않으며, 모든 노드가 서비스를 요청하고 응답할 수 있다. 모든 노드는 데이터를 저장할 수 있으며, 자원을 생성하고 소비할 수 있다. 이는 호스팅의 자원 공유 능력이 존재하는 노드의 수와 함께 증가한다는 것을 의미한다. 클라이언트-서버 웹 호스팅보다 비용이 적게 드는 경우가 많다. P2P 공유는 두 컴퓨터 간에 큰 파일을 공유할 때 대역폭을 절약하는 데 도움이 되며, 데이터를 공유하는 데 매우 효율적이다. 이 방법은 보안 부족으로 인해 위험할 수 있다. P2P 사이트에서 발견되고 공유되는 많은 파일은 불법이거나 운영 체제에 위험할 수 있다.
클라이언트 서버 모델 웹 호스팅은 클라이언트와 서버를 구분하며, 중앙 서버는 데이터를 저장하고 클라이언트가 요청하는 서비스에 응답하는 데 사용된다. 클라이언트-서버 네트워크는 더 안정적이지만 클라이언트 수가 증가함에 따라 성능이 저하되기 시작한다. 모든 데이터가 중앙 웹 서버에 저장되고 호스트가 접근할 수 있으므로 데이터를 규제하기가 훨씬 쉽다.
| 이름       | 첫 출시일 | 익명   | 빠름   | 파일당 편집 권한 | 파일당 읽기 권한 (P2P) | 오프라인 호환 가능 | FOSS 구현 | 비고                                                                                                 |
| ---------- | --------- | ------ | ------ | ---------------- | ---------------------- | ------------------ | --------- | --- |
| 프리넷     | 2000      | 예     | 아니요 | 아니요           | 아니요                 | 예                 | 예        | |
| 오시리스   | 2010      | 예     | 예     | 아니요           | 아니요                 | 예                 | 아니요    | |
| IPFS       | 2014      | 아니요 | 예     | 아니요           | 아니요                 | 예                 | 예        | |
| 마엘스트롬 | 2014      | 아니요 | 예     | ?                | ?                      | ?                  | 아니요    | 프로젝트가 2015년부터 중단된 것으로 보인다                                                           |
| 제로넷     | 2015      | 아니요 | 예     | 예               | 아니요                 | 예                 | 예        | DHT                                                                                                  |
| Dat        | 2013      | 아니요 | 예     | ?                | ?                      | 예                 | 예        | 사이트는 비이커 브라우저에서 보거나, 실험적인 부가 기능을 사용하여 모질라 파이어폭스에서 볼 수 있다. |
| 블록스택   | 2015      | 예     | 예     | ?                | ?                      | 예                 | 예        | 스택스 블록체인 v1을 사용한다.                                                                       |

## 같이 보기
- WebRTC - 웹 브라우저 간 P2P 통신을 위한 웹 표준
- 프리사이트 – 프리넷의 사이트
- 클라우드 컴퓨팅
- 탈중앙화 컴퓨팅

## 내용주
1. ↑  소유자가 노드를 (처음 호스팅한 컴퓨터) 종료한 경우에도 호스팅된 웹 사이트를 사용자가 이용(탐색)할 수 있는가.